# Koffi Djidji
Koffi Djidji (Bagnolet, Francia, 30 de noviembre de 1992) es un futbolista franco-marfileño que juega como defensor. Actualmente juega en el Torino F. C. de la Serie A italiana.

## Carrera
Se unió a los equipos formativos del F. C. Nantes en 2007 y firmó su primer contrato como profesional en 2011.
Debutó profesionalmente cuando el F. C. Nantes jugaba en la segunda división francesa frente al Nîmes Olympique el 4 de agosto de 2012.
El 17 de agosto de 2018 fue cedido al Torino F. C. por una temporada con opción de compra. En junio de 2019 el club italiano ejerció dicha opción y se quedó con el jugador en propiedad. Un año después, en octubre de 2020, lo prestó al F. C. Crotone.

## Clubes
| Club                   | País    | Año       |
| ---------------------- | ------- | --------- |
| F. C. Nantes           | Francia | 2011-2019 |
| Torino F. C. (cedido)  | Italia  | 2018-2019 |
| Torino F. C.           | Italia  | 2019-     |
| F. C. Crotone (cedido) | Italia  | 2020-2021 |